# Beniamino Nardone
Beniamino Nardone (* 12. November 1877 in Gravina di Puglia; † 19. Februar 1963) war ein italienischer katholischer Priester.

## Werdegang
Nardone wurde am 20. September 1901 zum Priester geweiht. Am 24. Juni 1926 wurde er zum Sekretär der Zeremonialkongregation im Vatikan ernannt. Am 28. August 1962 wurde er von Papst Johannes XXIII. zum Titularbischof von Aureliopolis in Asia ernannt und am 21. September von ihm zum Bischof geweiht.

## Ehrungen
- 1953: Großkreuz des Verdienstordens der Italienischen Republik
- 1958: Großes Verdienstkreuz mit Stern und Schulterband der Bundesrepublik Deutschland